# Podczerwień

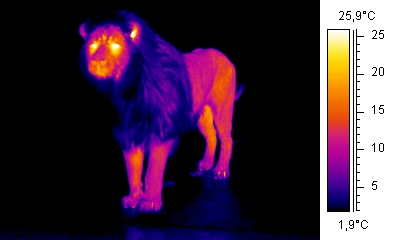
Zdjęcie lwa wykonane w średniej podczerwieni (kolory umowne)

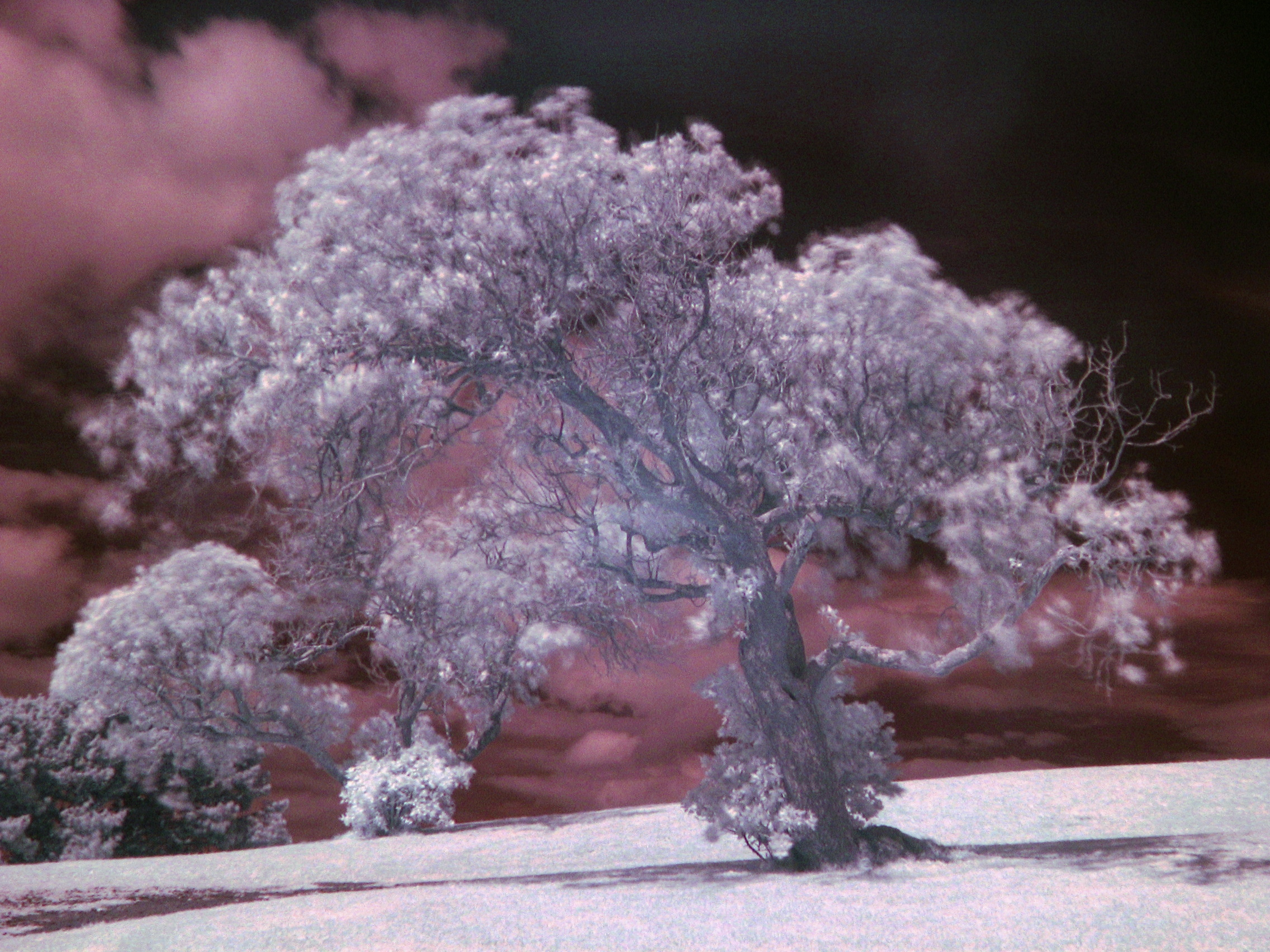
Zdjęcie w bliskiej podczerwieni

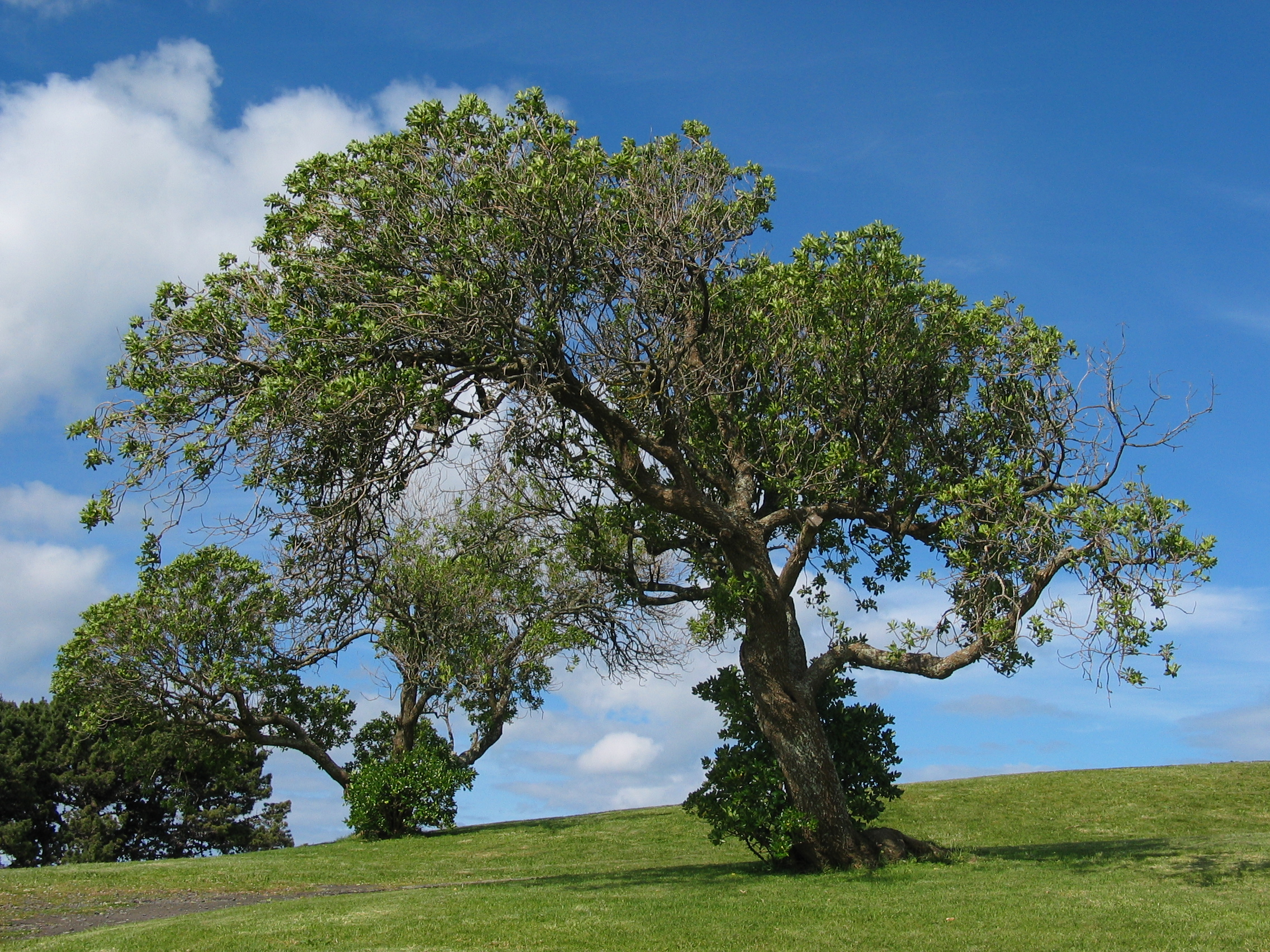
To samo ujęcie w świetle widzialnym

Podczerwień, promieniowanie podczerwone, IR (ang. infrared) – promieniowanie elektromagnetyczne o długości fal między światłem widzialnym a falami radiowymi. Oznacza to zakres od 780 nanometrów do 1 milimetra. Energia fotonów promieniowania podczerwonego zawiera się w przedziale od 0,001 eV do 1,6 eV, a częstotliwość drgań od 300 GHz do 400 THz.
Każde ciało o temperaturze większej od zera bezwzględnego emituje promieniowanie cieplne (zobacz ciało doskonale czarne). Już w temperaturze kilku kelwinów ciała emitują promieniowanie elektromagnetyczne w zakresie dalekiej podczerwieni, ciała o temperaturze pokojowej emitują najwięcej promieniowania o długości fali rzędu 10 μm. Przedmioty o wyższej temperaturze emitują więcej promieniowania i o mniejszej długości, co pozwala na ich wykrycie przez ich promieniowanie.

## Zakresy promieniowania
Funkcjonuje kilka podziałów podczerwieni na pasma; w Polsce używany jest następujący:
- bliska podczerwień, (NIR, ang. near infrared) to zakres 0,8−2,5 μm
- średnia podczerwień (MIR, ang. mid infrared) to zakres 2,5−25 μm
- daleka podczerwień (FIR, ang. far infrared) to zakres 25−1000 μm.

Terminologia ta jest płynna i stosowana w różny sposób w różnych obszarach – na przykład termografia posługuje się tymi samymi nazwami dla innych przedziałów długości fal.

## Zastosowania

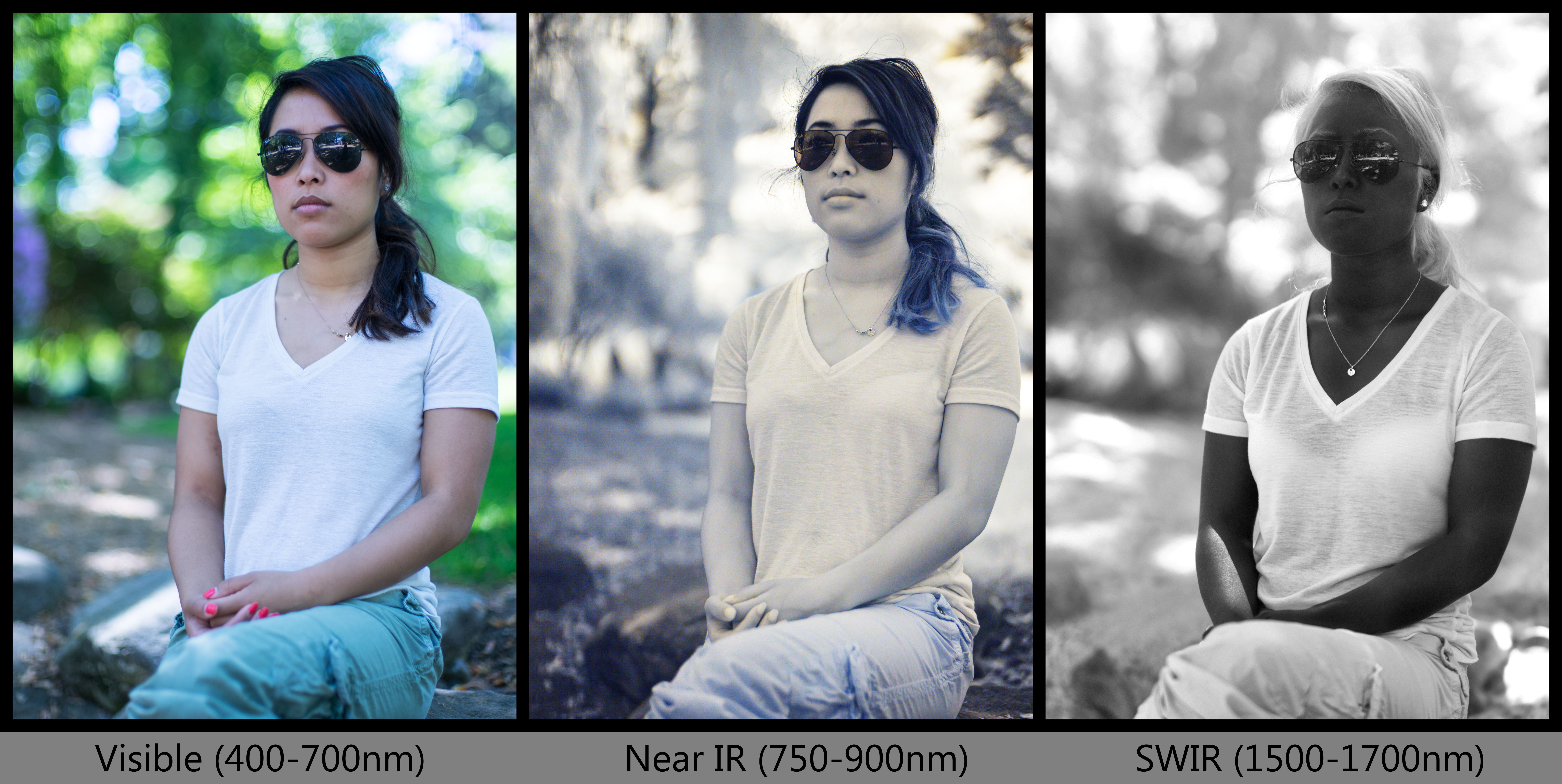
Fotografie kolejno: w zakresie widzialnym, bliskiej podczerwieni i dalekiej podczerwieni

### Termografia
Promieniowanie podczerwone może służyć do zdalnego określania temperatury obiektów, oraz obrazowania z wykorzystaniem różnic w promieniowaniu cieplnym ciał. Dla ciał o temperaturze zbliżonej do pokojowej technika ta zwana jest termografią, a w przypadku gorących ciał pirometrią. Termografia jest stosowana głównie w zastosowaniach wojskowych i przemysłowych, ale technologia dociera na rynek publiczny w postaci kamer na podczerwień w samochodach ze względu na znacznie zmniejszenie kosztów produkcji kamer mikrobolometrycznych. 
W termografii zwanej czynną różnice promieniowania ciał uzyskuje się przez pobudzenie obserwowanego ciała energią z innego źródła. Stosowane techniki pobudzania (nagrzewania) mogą być wewnętrzne: przepływ prądu, indukcja elektromagnetyczna, rozpraszanie światła, rozpraszanie fal ultradźwiękowych, drgania. Wśród zewnętrznych technik pobudzania są ogrzewanie promieniowaniem podczerwonym lub widzialnym.

### Noktowizja
Promieniowanie podczerwone z zakresu bliskiej podczerwieni wykorzystywane jest w noktowizorach, zwiększenie zakresu rejestrowanego promieniowania zwiększa czułość kamery. Kamery, głównie w ochronie i nadzorze, w trybie nocnym rejestrują obraz w bliskiej podczerwieni umożliwiając obserwację w ciemności bez zaburzania środowiska światłem widzialnym. Kamery te są wyposażone we własne oświetlacze, albo wymagają zewnętrznego źródła promieniowania podczerwonego.

### Obrazowanie wielospektralne
Wybrane zakresy promieniowania podczerwonego mogą być rejestrowane w obrazowaniu wielospektralnym w którym w oprócz spektrum światła widzialnego rejestruje się także wybrane zakresy podczerwieni.

### Fotografia
Aparaty i kamery fotograficzne powinny mieć charakterystykę widmową identyczną jak oko ludzkie i nie rejestrować promieniowania podczerwonego, ale niektóre aparaty fotograficzne, szczególnie te tanie i w smartfonach mają słaby filtr podczerwieni, w tych aparatach intensywność koloru czerwonego jest zaburzona przez promieniowanie podczerwone. 

### Ogrzewanie i chłodzenie
Promieniowanie podczerwone jest nośnikiem energii i każde ciało o temperaturze wyższej od temperatury otoczenia wypromieniowuje więcej energii cieplnej niż otrzymuje z otoczenia, dodatkowo powietrze jest przezroczyste dla podczerwieni. Powoduje to przekazywanie energii cieplnej przez promieniowanie, umożliwia także konstruowanie urządzeń, które nagrzane elektrycznie lub spalanie są promiennikami podczerwieni, są stosowane w ceramicznych kuchenkach elektrycznych, saunach, pomieszczeniach przemysłowych, procesach produkcyjnych. Promieniowanie podczerwone umożliwia szybkie i bezdotykowe nagrzanie powierzchni.
Promieniowanie podczerwone ciał może być wykorzystane do chłodzenia ciał, w tym do chłodzenia budynków i innych systemów. W przestrzeni kosmicznej i przedmiotach w próżni jest jedynym sposobem przekazywania energii cieplnej.

### Komunikacja
Transmisja informacji z wykorzystaniem podczerwieni przenoszonej w powietrzu znalazła liczne zastosowania. Jest powszechnie używana w pilotach zdalnego sterowania do sterowania sprzętem domowym, takim jak telewizory, sprzęt audio, klimatyzacje. Jest wykorzystywana do detekcji położenia czujnika lub przegrody lub intruza w automatyce. Transmisja danych między urządzeniami techniki cyfrowej na niewielkie odległości w standardzie IrDA była lansowana pod koniec XX w., jednak została wyparta przez techniki oparte na falach radiowych. Tworzenie powietrznych łączy cyfrowych z użyciem laserów na podczerwień nie znalazło szerokiego zastosowania ze względu na wrażliwość transmisji na mgłę, zadymienie lub intruza przerywającego wiązkę promieniowania, ale wada ta została wykorzystana w zaawansowanych systemach ochrony obiektów do wykrywania naruszenia ciągłości wiązki w ochranianych obiektach.
Transmisja danych z wykorzystaniem podczerwieni przenoszonej w światłowodzie staje się w XXI w. coraz powszechniejszą techniką przekazywania informacji.

### Spektroskopia
Spektroskopia w podczerwieni jest techniką, którą można zastosować do identyfikacji cząsteczek poprzez analizę ich wiązań składowych. Każde wiązanie chemiczne w cząsteczce wibruje z częstotliwością charakterystyczną dla tego wiązania. Jeśli oscylacja prowadzi do zmiany dipola w cząsteczce, wówczas cząsteczka pochłonie foton o energii równej energii wzbudzenia. Częstotliwości wibracyjne większości cząsteczek odpowiadają częstotliwościom światła podczerwonego. Zazwyczaj technikę stosuje się do badania związków organicznych wykorzystując promieniowanie podczerwone w środkowej podczerwieni.

### Meteorologia i klimatologia
Satelitarne fotografie chmur i powierzchni Ziemi w podczerwieni ułatwiają rozpoznawanie zjawisk pogodowych, ocenę rodzaju i temperatury chmur, temperaturę gleby i oceanu. Zastosowanie radiometrów w spektrografach umożliwia badanie spektroskopowe podczerwieni światła słonecznego przechodzącego przez atmosferę, a na jej podstawie analizę zawartości gazów cieplarnianych w atmosferze Ziemi, szczególnie dwutlenku węgla.

### Astronomia
Obserwacje astronomiczne w zakresie bliskiej podczerwieni są prowadzone z użyciem metod i urządzeń stosowanych w astronomii optycznej.  Dla dłuższych fal konieczne  jest ograniczenie promieniowania cieplnego teleskopu, towarzyszących mu urządzeń i zewnętrznych obiektów, dlatego elementy teleskopu na podczerwień muszą być starannie osłonięte przed źródłami ciepła, a detektory są chłodzone nawet do temperatury ciekłego helu.
Czułość ziemskich teleskopów na podczerwień jest znacznie ograniczona przez parę wodną i dwutlenek węgla w atmosferze, które pochłaniają promieniowanie podczerwone z wyjątkiem obszarów zwanymi oknami w podczerwieni. Ograniczenie to można częściowo złagodzić, umieszczając teleskop na dużej wysokości lub wyeliminować umieszczając teleskop w przestrzeni kosmicznej. 
Promieniowanie podczerwone jest emitowane przez chłodne obiekty astronomiczne, jest rozpraszane na zimnych, a przez to i ciemnych chmurach pyłu i gazu. Promieniowanie to znacznie lepiej przenika przez chmury pyłu. Dzięki czemu może być wykorzystane do wykrywania protogwiazd zanim zaczną emitować światło widzialne, obserwacji obszarów zasłoniętych pyłem kosmicznym w np. pobliżu centrów aktywnych galaktyk. Odstępstwo od spektrum promieniowania ciała doskonale czarnego w zakresie podczerwieni świadczy o obecności chłodnych obiektów w pobliżu gwiazd, mogą to być dyski albo planety.

### Inne zastosowania
- pomiar odległości – dalmierze podczerwone w zakresie 0,25–1,5 μm (w tachimetrii, pomiar bazy w sieci triangulacyjnej), skanery laserowe pracujące w zakresie do 80 μm (pomiar opóźnienia)
- badania historii obrazu malarskiego – w podczerwieni widać wcześniejsze warstwy szkiców i przemalowywań

## Historia
W 1800 roku astronom William Herschel umieścił termometr rtęciowy w widmie optycznym uzyskanym z pryzmatu. Eksperyment ten pozwolił mu zmierzyć ilość energii cieplnej przenoszonej przez poszczególne kolory światła. Ku jego zaskoczeniu okazało się, że termometr najbardziej rozgrzewa się, gdy znajdzie się na nieoświetlonym polu poniżej czerwonego koloru. Doszedł do wniosku, iż istnieje niewidzialne dla oka promieniowanie „podczerwone”, które transmituje ciepło w postaci niewidocznej fali świetlnej.